# Горни-Ратиш
Горни-Ратиш (серб. Горњи Ратиш, Gornji Ratiš; алб. Ratish i Epërm) — село в общине Дечани в исторической области Метохия. С 2008 года находится под контролем частично признанной Республики Косово.

## Административная принадлежность
| Сербская позиция                                                                 | Албанская позиция                                            |
| -------------------------------------------------------------------------------- | ------------------------------------------------------------ |
| входит в общину Дечани Печского округа автономного края Косово и Метохия, Сербия | входит в общину Дечани Джяковицкого округа Республики Косово |

## История
Село впервые упомянуто в указе короля Стефана Дечанского 1330 года под названием Ратишевци. Тогда в селе было 17 сербских домов.

## Население
Согласно переписи населения 1981 года в селе проживало 262 человека: 221 албанец и 39 черногорцев.
Согласно переписи населения 2011 года в селе проживало 210 человек: 107 мужчин и 103 женщины; 207 албанцев, 1 босняк и 2 лица неизвестной национальности.
| Численность населения | Численность населения | Численность населения | Численность населения | Численность населения | Численность населения | Численность населения |
| 1948                  | 1953                  | 1961                  | 1971                  | 1981                  | 1991                  | 2011                  |
| --------------------- | --------------------- | --------------------- | --------------------- | --------------------- | --------------------- | --------------------- |
| 152                   | 172                   | 198                   | 209                   | 262                   | 257                   | 210                   |